# سالن فیرفیلد
سالن فیرفیلد (انگلیسی: Fairfield Halls) یک سالن اجتماعات و کنسرت در شهر لندن، انگلستان است.
این سالن که در سال ۱۹۶۲ تأسیس شده دارای ۱۰۸۱ نفر ظرفیت برای کنسرت و ۷۵۵ نفر برای تئاتر می‌باشد، خوانندگانی همچون کنی راجرز، استیوی واندر، جنسیس، بیتلز، پینک فلوید، د هو، کوئین، موریسی، استیتس کوئو، چاک بری و پتولا کلارک در این سالن کنسرت برگزار کرده‌اند.

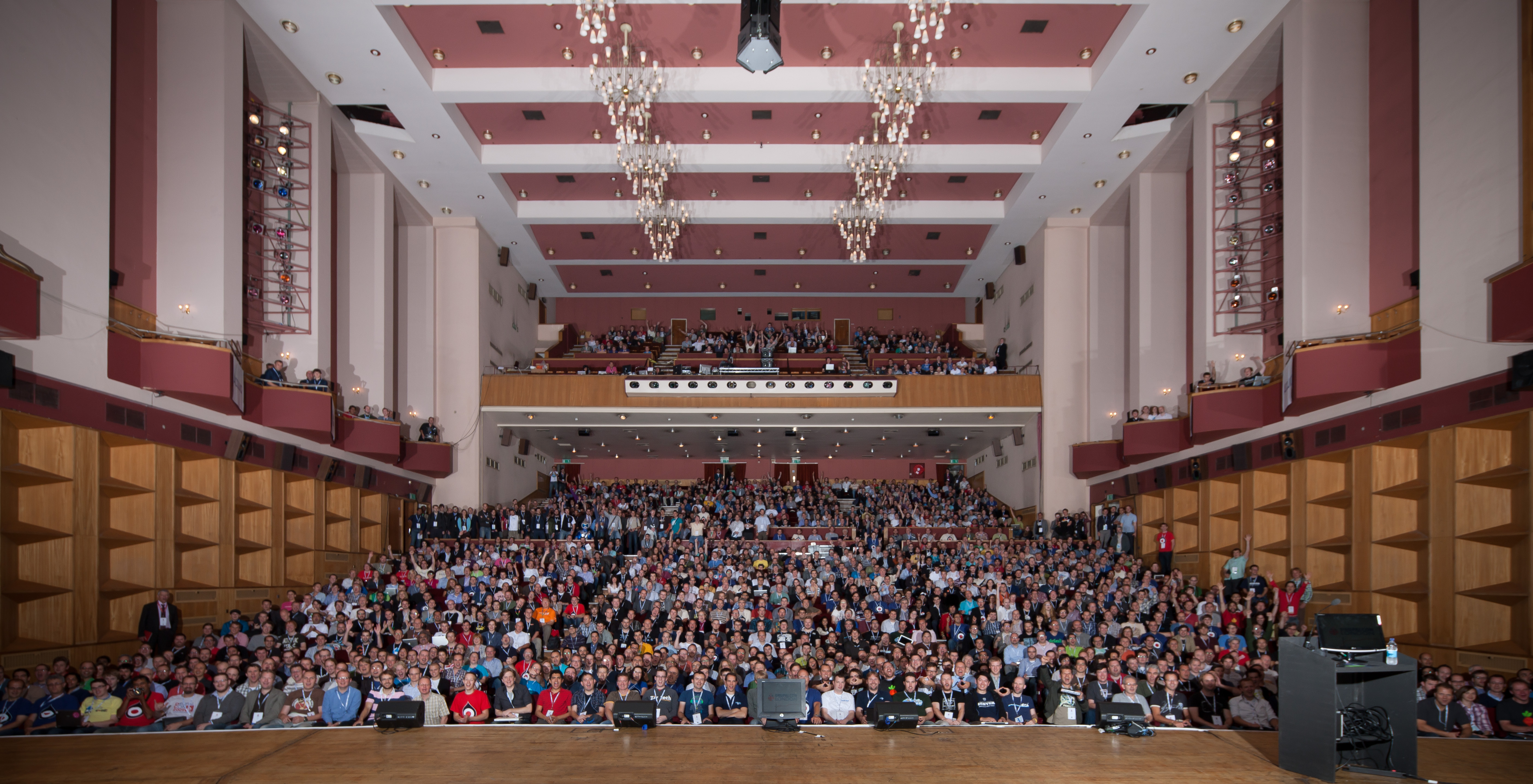
سالن فیرفیلد در سال ۲۰۱۱